# الأم (فلم 2015)
الأم هو فيلمٌ سوريٌ أُنتج عام 2015.

## قصة الفيلم
أمٌ لستة أبناء تموت وحيدةٌ، وتُدفن وحيدةٌ، لعجز أبناءهاً جميعاً عن حضور جنازتها بسبب أحداث الحرب في سوريا.

## وصلات خارجية
- الأم على موقع IMDb (الإنجليزية)
- الأم على موقع قاعدة بيانات الأفلام العربية